# Грубишно-Полє

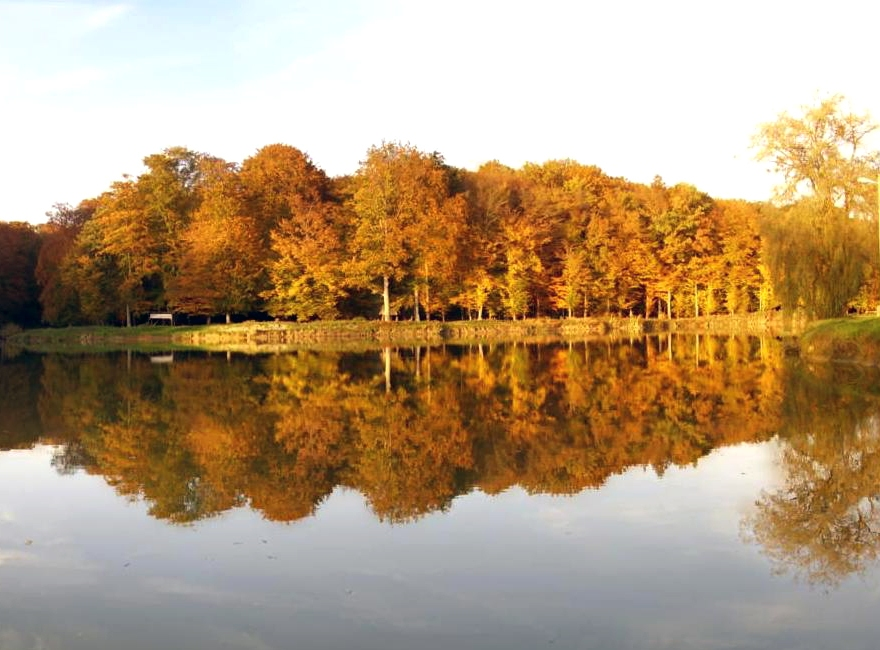
Став «Бара»

Грубишно-Полє (хорв. Grubišno Polje) — місто в Хорватії, у центральній частині країни, у Беловарсько-Білогорській жупанії. Населення — 3171 чоловік в місті і 7523 чоловік у всій общині (2001).
Грубишно-Полє розташований біля підніжжя південних схилів гористої гряди Білогора. За 17 кілометрів на південь знаходиться місто Дарувар, за 24 кілометрів на північ — місто Вировитиця, за 35 кілометрів на північний-захід столиця жупанії Беловар. Через Грубишно-Полє проходить шосе E 661: Будапешт — Вировитиця — Баня-Лука (національна дорога D5).
Грубишно-Полє вперше згадано в XIV ст.. Під час турецької окупації в XVI ст. місто було повністю разорено, після звільнення від турків і переходу під австрійське панування відбудовано заново і входило в склад Військової границі. В цей період тут поселилось багато колоністів з різних регіонів Австрійської імперії. В 1752 збудована приходська церква св. Йосифа. Місто серйозно постраждало в ході війни за незалежність Хорватії, але пізніше було відновлено.
Став «Бара» — популярне місце відпочинку місцевих жителів, знаходиться в болотистих місцевості в оточенні лісу.

## Населення
Національний склад міста, як і всієї Беловарсько-Білогорської жупанії неоднорідний. В Грубишно-Полє, як і в сусідньому Даруварі, проживає велика чеська громада. За підсумками перепису 2001 року 62,4 % населення міста складали хорвати, 18 % — чехи, 11,5 % — серби и 3 — угорці.
Населення громади за даними перепису 2011 року становило 6 478 осіб, 1 з яких назвали рідною українську мову. Населення самого міста становило 2 917 осіб.
Динаміка чисельності населення громади:
Динаміка чисельності населення міста:

## Населені пункти
Крім міста Грубішно-Полє, до громади також входять:
- Дапчевацькі Брджани
- Діяковаць
- Доня Рашениця
- Горня Рашениця
- Грбаваць
- Іваново Село
- Лончариця
- Мала Барна
- Мала Дапчевиця
- Мала Ясеновача
- Мала Ператовиця
- Малі Зденці
- Муніє
- Орловаць-Зденацький
- Поляни
- Растоваць
- Треглава
- Турчевич-Полє
- Велика Барна
- Велика Дапчевиця
- Велика Ясеновача
- Велика Ператовиця
- Великі Зденці

## Відомі люди
- проживав у дитинстві Петар Прерадович - хорватський (за походженням серб) військовий діяч, генерал австро-угорської армії, поет.